# ＃家族募集中
《＃家族募集中》是日本TBS電視台於2021年7月9日起播出的週五連續劇，由重岡大毅主演。
台灣由friDay影音、KKTV自7月10日起每週六跟播。7月23日、7月30日及8月6日因轉播2020東京奧運暫停放送。

## 登場人物

### ＃家族募集中成員
由小山内蒼介在社群網站募集的共同生活的家族成員。
- 赤城俊平〈28〉：重岡大毅（Johnny's WEST）[1]

本作的主角。繪本出版社「Eggplant」的勤務。
單親爸爸，在3個月前妻子赤城綠因意外逝世。一直不敢向兒子透露有關綠的死訊。
- 桃田禮〈29〉：木村文乃[1]

單親媽媽，小學教師。
- 小山内蒼介〈31〉：仲野太賀

俊平的青梅竹馬，什錦燒店的員工兼住客。
- 橫瀨美久〈27〉：岸井雪乃

單親媽媽，創作歌手。
- 赤城陽〈5〉：佐藤遙燈

俊平的兒子。
- 桃田雫〈5〉：宮崎莉里沙

禮的女兒。
- 橫瀨大地〈6〉：三浦綺羅

美久的兒子。

### Eggplant
- 枕崎由多加：小松和重

Eggplant的社長。
- 伊野三鈴：丸山禮

俊平的後輩。

### 其他人物
- 野田銀治：石橋蓮司

什錦燒店店主，蒼介的師傅。
- 赤城綠：山本美月（特別出演）

俊平的妻子，陽的媽媽。繪本作家，在前往歐洲取材期間意外身亡。
- 佐山圭太：福山翔大

陽的幼兒園老師。
- 中里隆志：金子大地

小學教師，禮的後輩。
- 高梨沙惠：山下容莉枝（第3話 - ）

綠的母親。
- 高梨勝彥：井上肇（第3話 - ）

綠的父親。
- 黑崎徹：橋本潤（第4話 - ）

櫻明建設株式會社東京本店建築事業部的專案經理。
- 黛五月：板垣樹（第4話 - ）

徹的女兒。父母在五年前離婚後由媽媽獲得撫養權。
- 三澤芳樹：橋本淳（第4話 - ）

禮的分居丈夫。企業家。

## 製作人員
- 劇本：Magy
- 劇本協力：佐藤滿春
- 音樂：河野伸
- 主題曲：Johnny's WEST
- 什錦燒指導：平沼朱央（でめきん）
- 劇中寫真：川島小鳥
- 料理監修：
- 編成：中西真央、寺田淳史
- 製作人：佐久間晃嗣、岩崎愛奈、那須田淳
- 導演：福田亮介、村尾嘉昭
- 製作：TBS SPARKLE、TBS電視台

## 播出日程
- 收視率最高值以紅色表示，收視率最低值以藍色表示。

| 集數                                                       | 播出日期 | 標題 | 導演       | 收視率 | 備註       |
| ---------------------------------------------------------- | -------- | ---- | ---------- | ------ | ---------- |
| 第1話                                                      | 7月9日   |      | 福田亮介   | 7.7%   | 加長15分鐘 |
| 第2話                                                      | 7月16日  |      | 福田亮介   | 7.8%   |            |
| 第3話                                                      | 8月13日  |      | 福田亮介   | 5.1%   |            |
| 第4話                                                      | 8月20日  |      | 村尾嘉昭   | 7.0%   |            |
| 第5話                                                      | 8月27日  |      | 村尾嘉昭   | 5.4%   |            |
| 第6話                                                      | 9月3日   |      | 坂上卓哉   | 6.4%   |            |
| 第7話                                                      | 9月10日  |      | 加藤亞季子 | 7.0%   |            |
| 第8話                                                      | 9月17日  |      | 福田亮介   | 7.8%   |            |
| 最終話                                                     | 9月24日  |      | 福田亮介   | 8.8%   |            |
| （收視率由Video Research調查關東地區、家戶的即時統計資料） |          |      |            |        |            |

## 外部連結
- 官方网站（日語）
  - ＃家族募集中的X（前Twitter）（日語）
  - ＃家族募集中的Instagram帳戶（日語）

| 日本 TBS電視台 週五連續劇                 | 日本 TBS電視台 週五連續劇                    | 日本 TBS電視台 週五連續劇 |
| ----------------------------------------- | -------------------------------------------- | ------------------------- |
|                                           | ＃家族募集中 （2021年7月9日－2021年9月24日） |                           |
| 離婚活動 （2021年4月16日－2021年6月18日） | 最愛 （2021年10月15日－2021年12月17日）      |                           |

| 臺灣 緯來日本台 每週一至五 21:00~22:00                 | 臺灣 緯來日本台 每週一至五 21:00~22:00                | 臺灣 緯來日本台 每週一至五 21:00~22:00 |
| ------------------------------------------------------ | ----------------------------------------------------- | -------------------------------------- |
|                                                        | 家族募集中 （2021年10月18日－2021年10月28日）         |                                        |
| 熟男還不結婚（重播） （2021年9月13日－2021年10月15日） | 加油 ! 夫妻協奏曲 （2021年10月29日 - 2021年12月23日） |                                        |